# Skynyrd's Innyrds
Skynyrd's Innyrds je kompilacija hitova sastava Lynyrd Skynyrd.

## Popis pjesama
1. "Sweet Home Alabama"  – 4:42
2. "Swamp Music"  – 3:32
3. "I Ain't the One"  – 3:54
4. "Gimme Three Steps"  – 5:18
5. "Double Trouble" – 2:50
6. "Free Bird" – 10:08
7. "Truck Drivin' Man"
8. "Saturday Night Special"  – 5:07
9. "Workin' for MCA"  – 4:49
10. "What's Your Name"  – 3:32
11. "That Smell"  – 5:52
12. "Don't Ask Me No Questions"  – 3:26
13. "Call Me the Breeze"  – 5:08